# Nonea alpestris
Nonea alpestris är en strävbladig växtart som först beskrevs av John Stevenson, och fick sitt nu gällande namn av G. Don f. Nonea alpestris ingår i släktet nonneor, och familjen strävbladiga växter. Inga underarter finns listade i Catalogue of Life.